# Cupramontana
Cupramontana település Olaszországban, Marche régióban, Ancona megyében. Lakosainak száma 4364 fő (2023. január 1.). Cupramontana Apiro, Maiolati Spontini, Mergo, Rosora, San Paolo di Jesi, Serra San Quirico, Staffolo és Monte Roberto községekkel határos.

## Népesség
A település lakossága az elmúlt években az alábbi módon változott:
| Lakosok száma | 4688 | 4616 | 4364 |
|               | 2017 | 2018 | 2023 |